# سیلوا کاپوتیکیان
سیروارد "سیلواً بارونی کاپوتیکیان (ارمنی: ، زاده ۲۰ ژانویه ۱۹۱۹ در ایروان – درگذشته ۲۵ اوت ۲۰۰۶ در ایروان) شاعر، کنشگر سیاسی اهل ارمنستان بود. وی به عنوان "شاعره برجسته ارمنستان" و "بانوی بزرگ شعر ارمنی در سده بیستم میلادی" شناخته می‌شود. سخنانی به پسرم «Խոսք իմ որդուն» یکی از مهم‌ترین آثار وی است. وی عضو فرهنگستان ملی علوم ارمنستان بود.
نخستین مجموعه اشعار وی در میانه دهه ۱۹۴۰ به چاپ رسید (منتشر شد)

## زندگی
با نام سیروارد کاپوتیکیان در تاریخ ۲۰ ژانویهٔ ۱۹۱۹ از والدینی که اصالتاً اهل شهر تاریخی ارمنی‌نشین وان در ارمنستان غربی (ترکیه کنونی) بودند به دنیا آمد پدرش پاروناک عضو حزب ملی‌گرای فدراسیون انقلابی ارمنی بود و سه ماه پیش از تولد وی به علت بیماری وبا درگذشته بود وی توسط مادر و مادربزرگش بزرگ شد … و در سال ۱۹۴۱ فارغ‌التحصیل شد.

## حرفه ادبی
وی اولین اثر ادبی خویش را در اوایل دهه ۱۹۳۰ خلق نمود و نخستین شعرش را در سال ۱۹۳۳ به چاپ رسانید. در سال ۱۹۴۱ به عضویت اتحادیه نویسندگان ارمنستان درآمد. نخستین در سال ۱۹۴۵ در سال‌های ۶۳–۱۹۶۲ و ۱۹۷۳ وی به سرتاسر جوامع پراکنده ارمنی در خاورمیانه (لبنان سوریه مصر) و آمریکای شمالی (ایالات متحده و کانادا) مسافرت نمود. در سال‌های ۱۹۶۴ و ۱۹۷۶ دو سفرنامه به چاپ رسانید
در مجموعاً وی بیش از شصت کتاب به زبان‌های ارمنی و شماری نیز روسی پدیدآورد. آثار وی توسط ترجمه شده‌اند

## درگذشت و خاکسپاری
کاپوتیکیان در روز ۲۵ اوت ۲۰۰۶ در حین جراحی پای شکسته اش در بیمارستان ایروان درگذشت
(کاپوتیکیان سرانجام در حدود ساعت ۶ صبح روز ۲۵ اوت ۲۰۰۶ در حین عمل جراحی برای ترمیم پای شکسته در سن ۸۷ سالگی درگذشت) و در پانتئون کومیتاس به خاک سپرده شد.

## زندگی شخصی
کاپوتیکیان با شاعر سرشناس هوهانس شیراز ازدواج نمود. یگانه پسرشان آرا شیراز نقاش برجسته ای بود. بنا به گفته واناند شیراز …
در روز ۲۴ آوریل ۱۹۶۵ در پنجاهمین سالگرد نسل‌کشی ارمنی‌ها راهپیمایی عظیمی در ایروان برگزار شد. کاپوتیکیان در میان سخنرانان مراسم بود.

## جوایز

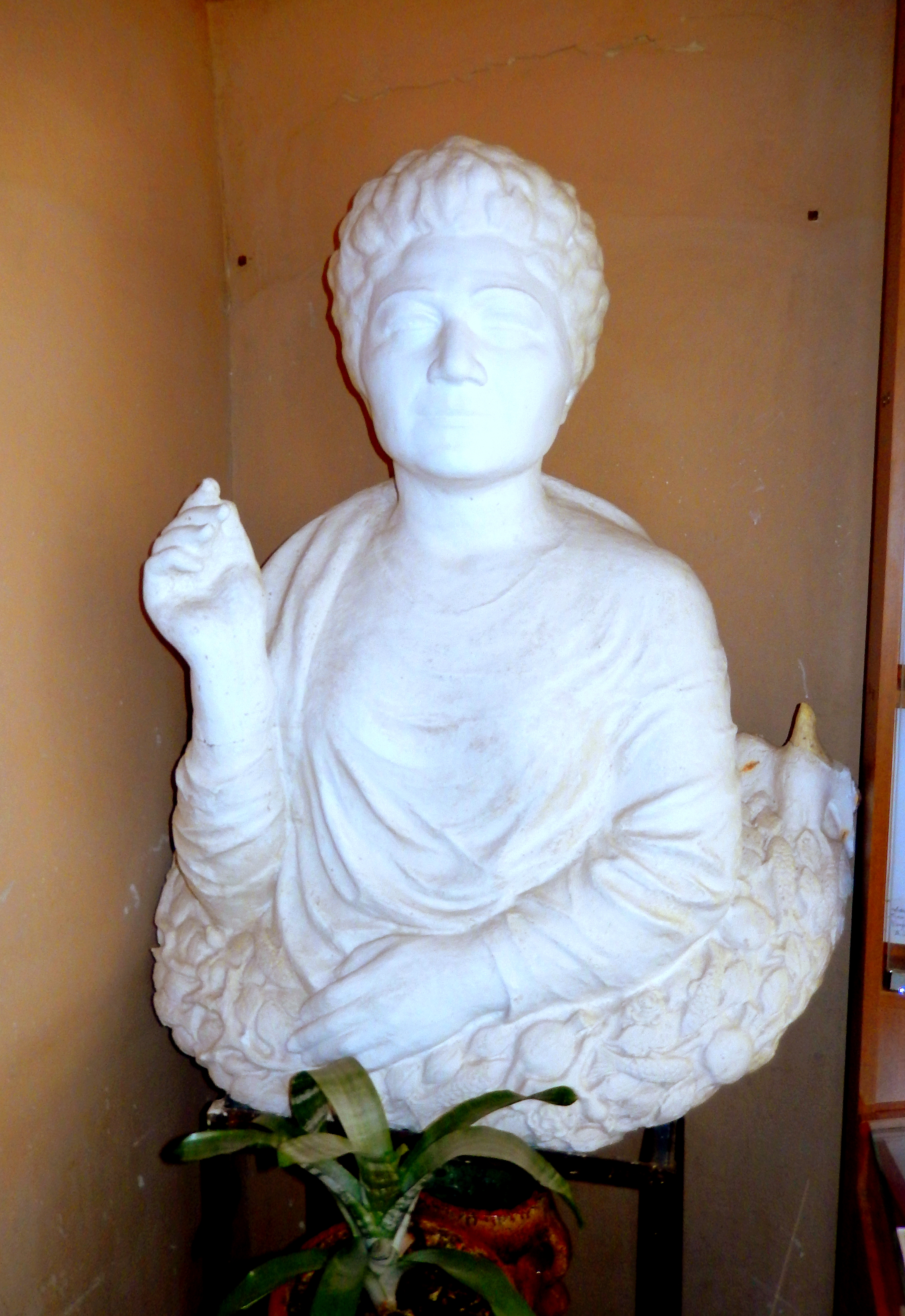

- جایزه دولتی اتحاد شوروی (جایزه استالین) (۱۹۵۲)
- نشان افتخار مسروپ ماشتوتس مقدس (۱۹۹۹)
- شهروند افتخاری ایروان

## شعر
چشمان ارمنی
| هر کجائی که باشید به هر چهره‌ای                                  |  | به چهرهٔ پُرچین یک مادر            |
| یا کودکی گندمگون یا آنکه بر چهره‌های سوخته از آفتاب عروسانی خسته |  | چشمان ارمنی! زیبا هستید          |
| شما که آنهمه اشک و مصیبت و خون دیدید                            |  | چگونه توانستید به قلب قرون       |
| اینهمه زیبا و اینهمه گیرا به جا مانید؟                          |  | و این اندازه زیبا بنگرید بر هستی |

فردا
| امروز گذشت، سخن بگو از فردا           |  | آنچه نیافتی، قلب من، چشم بدار از فردا |
| بدینگونه عمر گذشت، من خیال می‌کنم هنوز |  | زندگی تازه باید آغاز شود از فردا      |

فریاد عشق
| برف‌های خسته از انتظار            |  | در اشتیاق آتشین تو آب می‌شوند، بیا |
| ستاره‌های عاشق تا صبح             |  | چشم به راه تو خاموش می‌شوند، بیا   |
| جنگل‌ها شاخه‌ها برافراشته          |  | با هزاران دست صدایت می‌کنند، بیا   |
| آب‌های جهان، سینه بر سنگ‌ها مالان  |  | حسرت آلود و ملول صدا می‌کنند بیا   |
| دنیا برایم تنها فریادی ست دیوانه |  | که با تمام صداها می خواندت: بیا   |